# Ostseewelle
Ostseewelle est une radio privée locale de Mecklembourg-Poméranie-Occidentale.

## Programmation
La programmation consiste en un mélange de morceaux de musique actuels et anciens, le plus souvent de l'europop et de l'eurodance.
Toutes les heures, il y a un bulletin d'informations locales et internationales.

## Actionnaires
Les propriétaires de la société Privatradio Landeswelle Mecklenburg-Vorpommern GmbH & Co. Studiobetriebs KG sont les actionnaires suivants en 2010 :
- 28,67 % Hubert Burda Media, Offenbourg
- 19,87 % Studio Gong GmbH & Co. Studiobetriebs KG, Munich (appartient à Burda)
- 19,51 % Die Neue Welle Rundfunk-Verwaltungsgesellschaft mbH & Co. KG, Nuremberg (appartient à Müller Medien GmbH & Co. KG, Nuremberg)
- 17,00 % Burda Broadcast Media GmbH & Co. KG, Munich
- 9,19 % VERLAG FÜR DIE FRAU GmbH, Leipzig (appartient à Studio Gong, donc Burda)
- 2,26 % Evangelischer Presseverband für Mecklenburg-Vorpommern e. V.
- 1,59 % CW Obotritendruck GmbH, Schwerin (dissous en 2010)
- 0,32 % Michael Giersberg
- 0,32 % Jochen Schult
- 0,32 % PrimaCom Region Schwerin GmbH & Co. KG
- 0,32 % Sylvia Stracke
- 0,32 % uwm Kulinaria GmbH & Co. KG
- 0,22 % Eichenverlag GbR
- 0,09 % Hans Jähnich